# قرار مجلس الأمن التابع للأمم المتحدة رقم 583
قرار مجلس الأمن التابع للأمم المتحدة رقم 583، المتخذ بالإجماع في 18 نيسان / أبريل 1986، بعد التذكير بالقرارات السابقة حول الموضوع، وكذلك دراسة تقرير الأمين العام عن قوة الأمم المتحدة المؤقتة في لبنان (اليونيفيل) المعتمدة في 426 (1978) قرر المجلس تمديد ولاية اليونيفيل لمدة ثلاثة أشهر أخرى حتى 19 تموز 1986.
ثم أعاد المجلس التأكيد على ولاية القوة وطلب إلى الأمين العام تقديم تقرير عن التقدم المحرز فيما يتعلق بتنفيذ القرارين 425 (1978) و426 (1978).